# Сіско Хіменес Техада
Франсіско Хіменес Техада (ісп. Francisco Jiménez Tejada, нар. 26 червня 1986, Пальма), відоміший як Сіско (ісп. Xisco), — іспанський футболіст, нападник клубу «Кордова».
Насамперед відомий виступами за клуб «Депортіво», а також молодіжну збірну Іспанії.

## Клубна кар'єра
Народився 26 червня 1986 року в місті Пальма. Вихованець юнацьких команд футбольних клубів «Атлетіко Балеарес» та «Депортіво».
У дорослому футболі дебютував 2004 року виступами за другу команду «Депортіво Б». Своєю грою за цю команду привернув увагу представників тренерського штабу основної команди «Депортіво», до складу якої Сіско поступово стали залучати. Відіграв за клуб з Ла-Коруньї наступні чотири сезони своєї ігрової кар'єри. У сезоні 2006–2007 виступав за нижчоліговий іспанський клуб «Весіндаріо».
1 вересня 2008 року за 5,7 млн фунтів перейшов в англійський «Ньюкасл Юнайтед». Проте у новій команді Сіско став тільки сьомим нападником команди після Майкла Оуена, Обафемі Мартінса, Марка Відуки, Петера Левенкранса, Шола Амеобі та Енді Керролла, тому за основний склад грав дуже рідко.
Влітку на правах оренди на сезон перейшов в іспанський «Расінг», а після повернення і ще однієї невдалої спроби закріпитись в основному складі «Ньюкасл Юнайтед», на початку 2011 року повернувся на правах оренди в рідне «Депортіво», де провів ще півтора сезони.
Влітку 2012 року повернувся в «Ньюкасл Юнайтед», але знову не став основним гравцем, граючи здебільшого за резервну команду.

## Виступи за збірну
Протягом 2007–2009 років залучався до складу молодіжної збірної Іспанії, разом з якою був учасником молодіжного чемпіонату Європи 2009 року. Всього на молодіжному рівні зіграв в 11 офіційних матчах, забив 3 голи.

## Титули і досягнення
- Чемпіон Таїланду (1):

«Муанг Тонг Юнайтед»: 2016
- Володар Кубка тайської ліги (1):

«Муанг Тонг Юнайтед»: 2016
- Володар Кубка Чемпіонів Таїланду (1):

«Муанг Тонг Юнайтед»: 2017